# Mit brennender Sorge

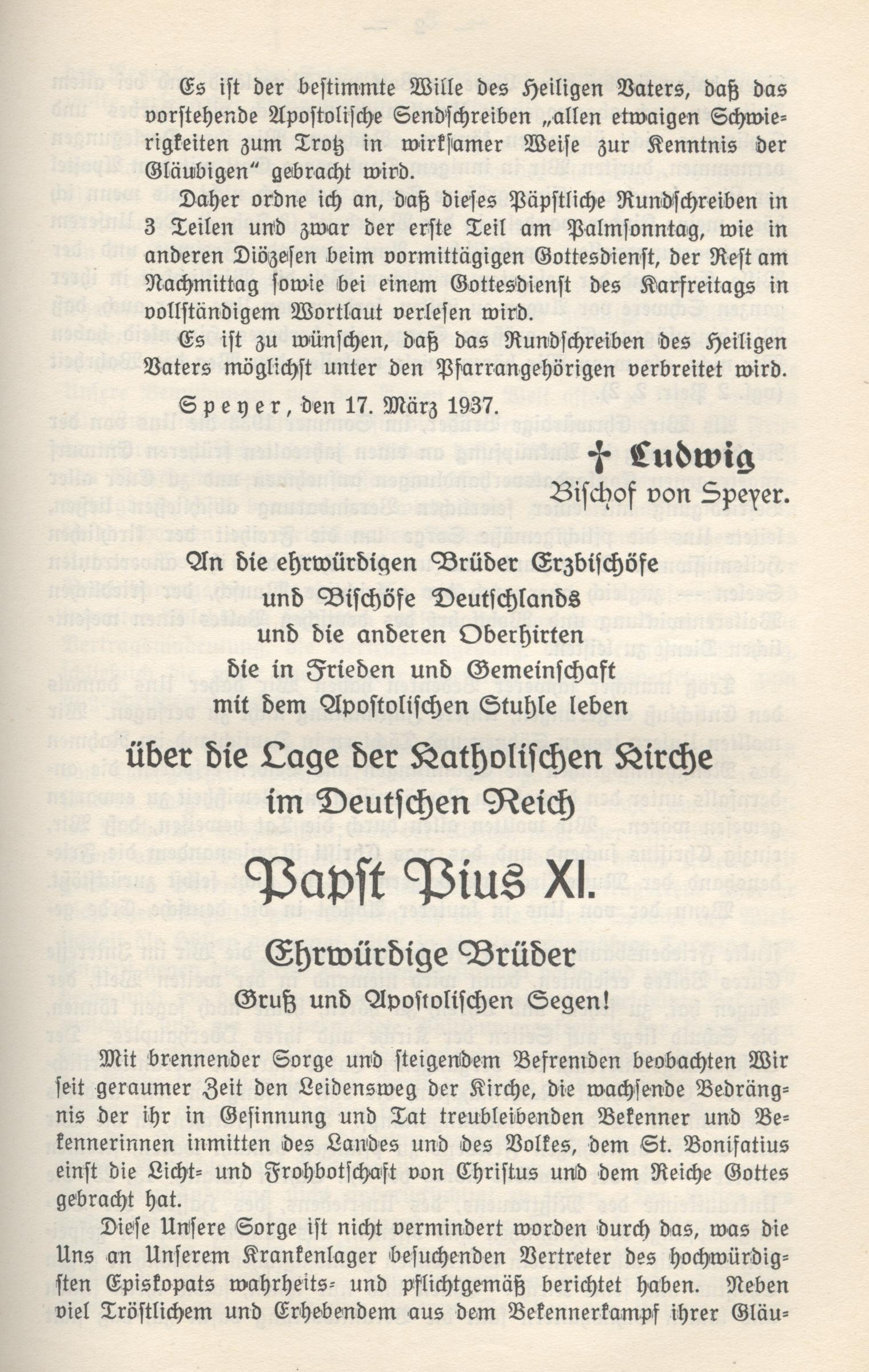
Mit brennender Sorge.

Mit brennender Sorge (tyska Med brännande sorg) är en påvlig encyklika som promulgerades den 14 mars 1937 av Pius XI.
I encyklikan kritiserar påven i skarpa ordalag den nazistiska ideologin och dess människosyn. Den kritiserar även Adolf Hitler i omskrivning. Påven beordrade, att encyklikan skulle läsas upp i samtliga romersk-katolska kyrkor i Tyskland på palmsöndagen 1937. Den skrevs ursprungligen på tyska, vilket är ovanligt, istället för som brukligt är, på latin. Fem dagar senare utgavs encyklikan Divini Redemptoris som kritiserade kommunismen.
För att den skulle nå alla kyrkor, hölls den hemlig. Encyklikan förargade nazisterna, vilka fortsatte sin förföljelse av katolska kyrkan. De stängde seminarier, tryckerier och åtalade många ansvariga, bland annat 170 munkar i Koblenz som brännmärktes som homosexuella.
Historien bakom encyklikan är att två jesuiter gavs i uppdrag 1934 att ta fram en rapport till påven om den nationalsocialistiska ideologin. Jesuiterna framlade sin rapport 1935. Den kritiserade nazisternas brist på människokärlek, deras nationalism, expansionism, militarism, rasism, deras totalitära stat och övergreppen på lagarna. De nämnde dock inte antisemitism.

### Fotnoter
1. ↑  John Hooper (18 juni 2015). ”Pope's encyclical on the environment: key questions answered” (på engelska). Guardian. https://www.theguardian.com/world/2015/jun/18/popes-encyclical-on-the-environment-key-questions-answered. Läst 20 oktober 2017.